# Spaniopsis clelandi
Spaniopsis clelandi är en tvåvingeart som beskrevs av Ferguson 1915. Spaniopsis clelandi ingår i släktet Spaniopsis och familjen snäppflugor. Inga underarter finns listade i Catalogue of Life.